# Надеждовка (Богодаровский сельский совет)
Надеждовка (укр. Надеждівка) — село,
Богодаровский сельский совет,
Барвенковский район,
Харьковская область.
Код КОАТУУ — 6320480505. Население по переписи 2001 г. составляет 175 (84/91 м/ж) человек.

## Географическое положение
Село Надеждовка находится на противоположных берегах реки Лукноваха, которая делит село на две части. Село вытянуто вдоль реки на ~3 км, на юге вплотную примыкает село Фёдоровка, на севере в 1-м км село Богодарово.

## Экономика
- В селе есть молочно-товарная, птице-товарная и овце-товарная фермы.
- Рядом с селом нескольно небольших глиняных карьеров.

## Достопримечательности
- Братская могила советских воинов. Похоронено 266 воинов.